# Stabat mater (Sances)
Das Stabat mater von Giovanni Felice Sances ist eine Vertonung in Form einer Solo-Motette des gleichnamigen mittelalterlichen Gedichtes für Cantus (Sopran oder Tenor) und Basso continuo.

## Aufbau
Das Werk entstand im Jahr 1638 und stellt, im Gegensatz zu den meisten Stabat-Mater-Kompositionen der ersten Hälfte des 17. Jahrhunderts, eine Vertonung des vollständigen überlieferten Textes dar. Es besteht aus einer groß angelegten Passacaglia, die stellenweise von rezitativischen Abschnitten unterbrochen wird. Der Kompositionsstil bietet dem Sänger eine variable dramatische Gestaltungsmöglichkeit des vorgegebenen Textes. Das Werk hat eine Aufführungsdauer von etwa zwölf Minuten.